# Akryloylchlorid
Akryloylchlorid je organická sloučenina patřící mezi acylchloridy, se vzorcem CH2=CHCO(Cl). Jedná se o bezbarvou až nažloutlou kapalinu.

## Příprava a výroba
Akryloylchlorid lze vytvořit reakcí kyseliny akrylové a benzoylchloridu:
CH2=CHCOOH + C6H5COCl → CH2=CHCOCl + C6H5COOH
Běžná fosforová chlorační činidla, jako je chlorid fosforitý, jsou neúčinná. Ke chloraci lze použít i jiné látky, například oxalylchlorid a thionylchlorid.

## Reakce
Akryloylchlorid vstupuje do podobných reakcí jako ostatní acylchloridy, například reaguje s vodou za vzniku kyseliny akrylové. Se sodnými karboxyláty vytváří anhydridy. Reakcemi s alkoholy vznikají estery a s aminy vytváří amidy. Lze jej použít na acylace organozinkových sloučenin.
Hlavním využitím akryloylchloridu je zavádění akryloylových skupin do sloučenin, například při výrobě akrylátových monomerů a polymerů.

## Toxicita
Akryloylchlorid, jako i ostatní těkavé acylchloridy, dráždí kůži, a při delším vystavení této látce může nastat otok plic. Dalšími možnými příznaky jsou bolest hlavy, nevolnost, slabost, zvracení, průjem a žaludeční vředy.